# Ghetto (Venedig)

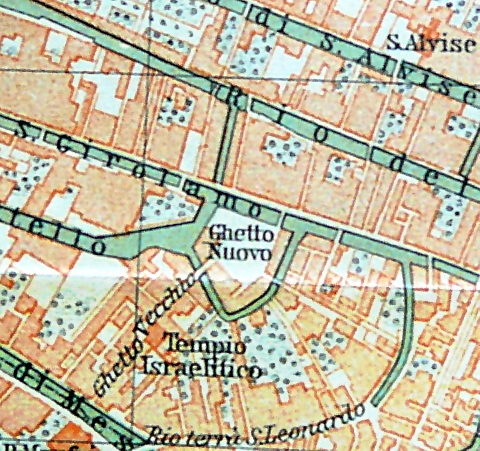
Karte des Ghettos von Venedig, 1905

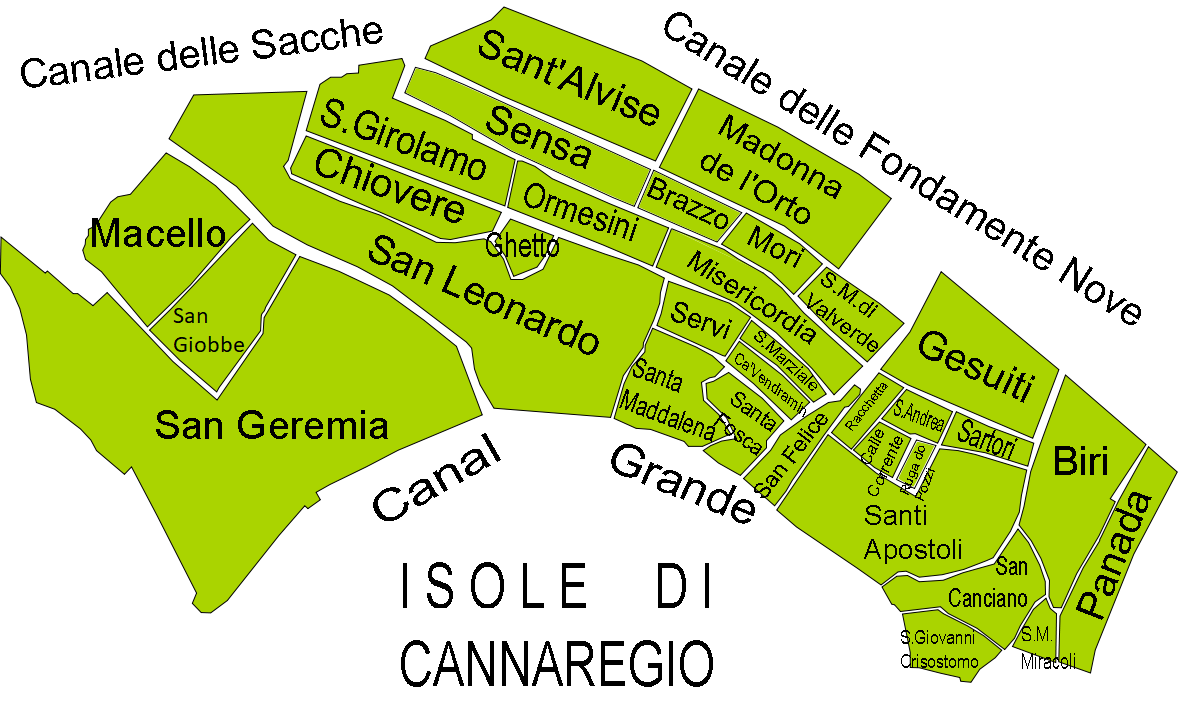
Das Ghetto ist eine der kleineren Einzelinseln des Sestiere Cannaregio und liegt relativ zentral

Das Gheto Novo oder Ghetto nuevo di Venezia oder kurz Ghetto in Venedig ist eine Insel im Sestiere Cannaregio. Es war seit dem 16. Jahrhundert bis zu seiner Aufhebung 1796 unter Napoleon (Frankreich) das separate Wohngebiet für die jüdische Bevölkerung in Venedig. Die Insel wurde damit Namensgeberin aller jüdischen Ghettos in Städten dieser Epoche. In späteren Jahrhunderten wurde der Begriff auch auf andere Einrichtungen übertragen.
Die Juden Venedigs wohnten bis zum Ende der Republik im Jahre 1797 unter beengten Verhältnissen getrennt von der übrigen Bevölkerung, genossen aber damit gleichzeitig den Schutz durch die Republik. Sie wurden zwar wie überall im christlichen Europa hart besteuert, man gewährte ihnen aber in Venedig auch Schutz vor der Inquisition und den auch in der Lagunenstadt immer wieder vorkommenden Repressionen. Übergriffe von Christen gegen Juden wurden bestraft. Ebenso wurden die verantwortlichen Beamten in den Städten der Terra ferma, wie man die Staatsgebiete Venedigs auf dem sich anschließenden italienischen Festland nannte, bestraft, die Übergriffe gegen jüdische Einwohner duldeten und nicht von sich aus sanktionierten. Venedigs Juden genossen vom 16. Jahrhundert bis Anfang des 19. Jahrhunderts damit eine in Europa einzigartige Rechtssicherheit. An Pogromen gegen ihre jüdische Bevölkerung haben sich die Serenissima und ihre Bevölkerung nicht beteiligt.

## Geographie
Die Insel Gheto (Gheto Novo) ist 105 Meter lang und 93 Meter breit. Die Flächenausdehnung beträgt knapp einen Hektar. Sie ist von wesentlich größeren Inseln des Sestiere Cannaregio umgeben und von diesen durch unterschiedlich breite Kanäle getrennt, über die drei Brücken führen. Im Norden führt eine der Brücken über den 18 Meter breiten Rio San Girolamo-Ormesini auf die Insel Ormesini. Im Osten und im Südwesten führen zwei weitere Brücken über den nur sechs Meter breiten Rio Gheto zur Insel San Leonardo, auf der unmittelbar südwestlich des Gheto Nuovos das Gheto Vecchio liegt. Im Westen trennt der dort 14 bis 20 Meter breite Rio del battello – Cà Moro das Ghetto von der Insel Chiovere. Im Zentrum der Insel liegt ein offener Platz, der Campo del Gheto Novo.

## Der Name Ghetto

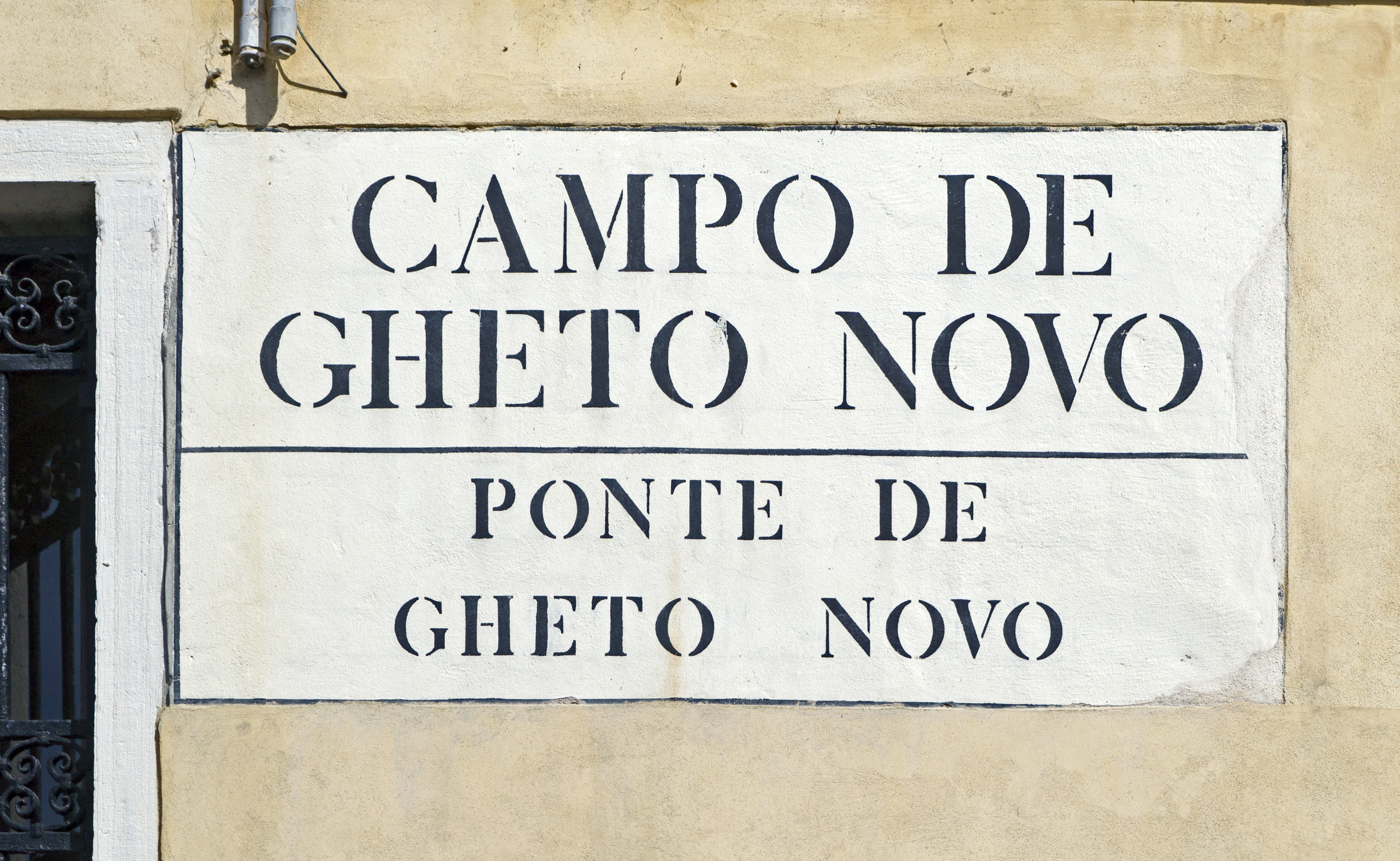
Campo de Gheto Novo

Die Herkunft des Namens ist nicht vollständig geklärt. Wahrscheinlich ist er von dem italienischen Ausdruck geto für Gießerei abgeleitet, der sich im Laufe der Zeit zu gheto oder ghetto lautlich verhärtet hat. Wahrscheinlicher Grund hierfür war die Ansiedlung der Juden in das Stadtviertel der ungeliebten Eisengießer, daher der Zusammenhang mit „geto“. In Venedig taucht er 1414 in dieser Form in einer Akte auf. 1562 gebrauchte Papst Pius IV. das Wort in einer Bulle erstmals für ein abgeschlossenes jüdisches Stadtviertel (Ghetto). Gegen Ende des 16. Jahrhunderts hatte sich das Wort ghetto für abgeschlossene jüdische Wohngebiete in italienischen Städten durchgesetzt. Bis ins frühe 16. Jahrhundert wurde das Wort sowohl geto als auch ghetto geschrieben.

## Geschichte
Bereits im 5. und 6. Jahrhundert gab es Juden in Venedig, die von der Stadt jedoch in der Regel nur als Händler, aber nicht als Einwohner geduldet wurden. Jüdische Händler deutscher Herkunft mussten wie die übrigen Kaufleute aus dem Heiligen Römischen Reich im Fondaco dei Tedeschi wohnen, italienische Juden wohnten auf dem Festland. Zu einem ersten größeren Zustrom von Juden auf venezianisches Territorium kam es im Zuge der Pest von 1348/49, da man in Mitteleuropa den Juden die Schuld an der Seuche zuschob und sie blutig verfolgte. 1396 erhielten sie auf dem Lido, unweit von San Nicolò, ihren ersten eigenen Friedhof.

### Die Gründung des Gheto novo

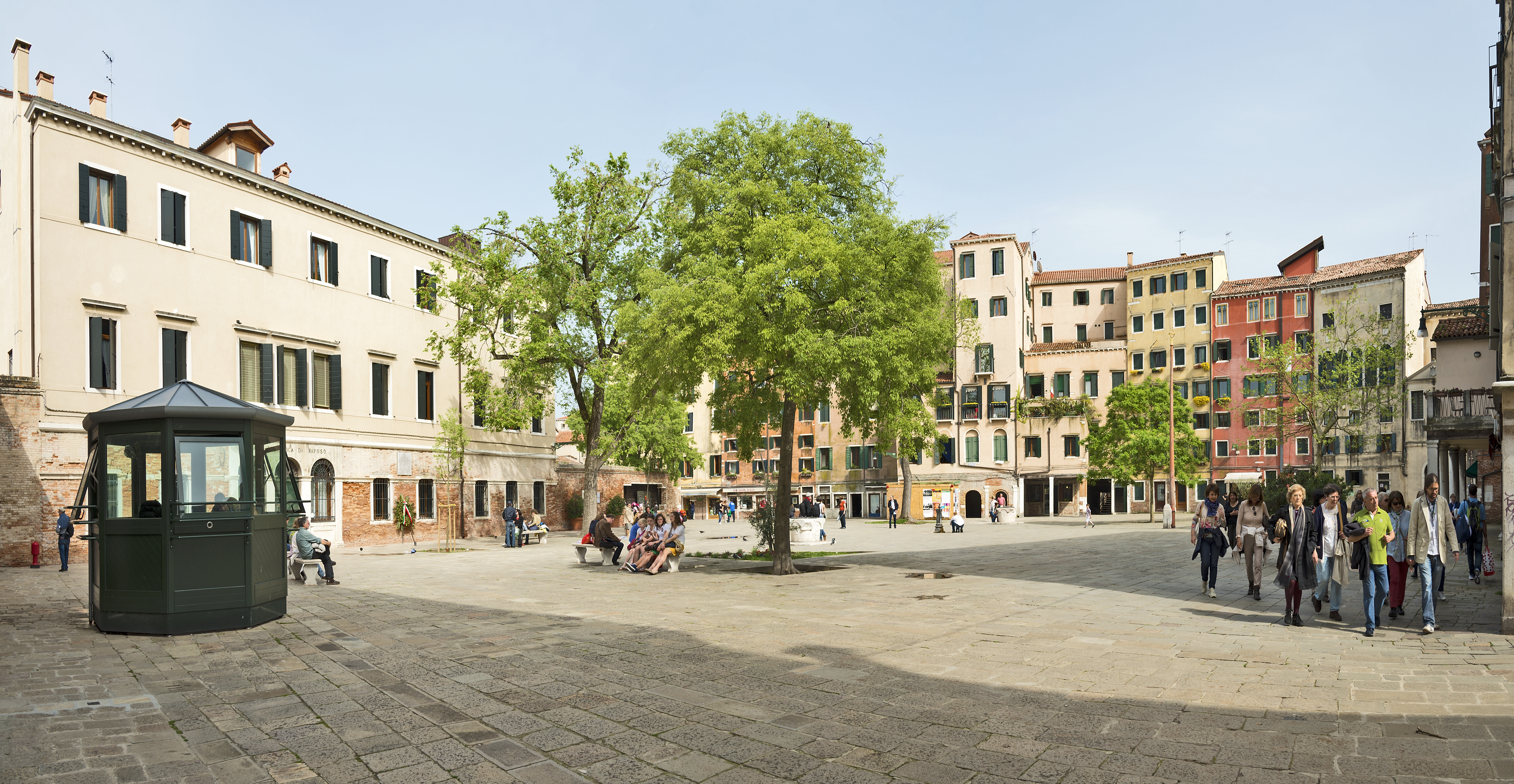
Campo de Gheto Novo

Mitte des 14. Jahrhunderts befand sich die Stadt in einer prekären wirtschaftlichen Situation (vgl. Wirtschaftsgeschichte der Republik Venedig). Die Kriege gegen Verona und Genua (1350–1355) und die Folgen der Pest hatten zu einem Niedergang des Handels geführt. Der Große Rat hatte sich mit dem Problem des allgemeinen Geldmangels, der nicht nur die Staatskasse, sondern die gesamte Bevölkerung betraf, zu befassen. Eine dauerhafte Zulassung jüdischer Pfandleiher, die bereits in Mestre und Treviso tätig waren, wurde auch für Venedig erwogen. Durch deren Tätigkeit konnte neues Kapital in den Wirtschaftskreislauf fließen, und die verantwortlichen Gremien der Republik erkannten bald den Nutzen für die Republik. Man nahm also Juden auf, gab ihnen aber nur befristete Aufenthaltserlaubnis, so dass sie weiterhin zwischen Festland und Stadt hin und her pendeln mussten. Derweil waren seit etwa 1325 in den Kolonien abgegrenzte und manchmal ummauerte Judenviertel entstanden, die als Giudaiche bezeichnet wurden.
Mit der wirtschaftlichen Erholung Venedigs kam es bald wieder zu Spannungen zwischen den einzelnen sozialen Gruppen, die sich in mehr oder weniger kurzfristigen Schikanen von Seiten der Behörden niederschlugen. So mussten die Juden ihre Kleidung kennzeichnen. Ab 1397 mussten sie ein gelbes Zeichen auf ihrer Kleidung tragen, wenn sie in Venedig waren. Ähnliches galt für die Kolonien Venedigs. Ab 1496 sollten sie eine gelbe Kopfbedeckung tragen, oder ab 1497 einen schwarzen Hut. Sie durften keinen Baugrund erwerben, andererseits durften sie in Zeiten von Gefahr ihre diskriminierende Kleidung ablegen und zu ihrem Schutz bewaffnete Leibwächter unterhalten, das heißt zum Schutz des von den Christen benötigten Kapitals, das durch ihre Hände ging. Die kurzfristig wechselnden Rechtstitel wurden fortlaufend den aktuellen Bedürfnissen der Republik angepasst.
Der Zuzug von Franziskanern und Dominikanern in die Stadt machte die Situation für die Juden und die Signoria nicht einfacher. Um sich über mögliche päpstliche Repressionen wegen seiner toleranten Politik klar zu werden, gab der Doge Cristoforo Moro bei Kardinal Bessarion ein Gutachten in Auftrag, in dem dieser darlegen sollte, ob der tägliche Umgang mit Juden Christen schaden könnte. In seinem Brief von 18. Dezember 1463 erklärte der Kardinal, dass keine Gefahr für das Seelenheil der Christen bestünde und dass die Juden zu respektieren seien. Venedig konnte also mit seiner pragmatischen Politik fortfahren und den Reaktionen aus Rom unbesorgt entgegensehen.
Der für alle Beteiligten unbefriedigende Zustand von verweigerter oder gewährter, zeitlich begrenzter Zulassung wurde schließlich am 29. März 1516 durch einen Erlass, der den Juden einen festen Wohnplatz auf dem Gebiet des Gheto novo zuwies, beendet. Dabei rechnete man mit etwa 700 Familienoberhäuptern und ihren Angehörigen.
Die pragmatische Haltung der Republik zu den jüdischen Einwohnern, bei der ideologische oder religiöse Motive nur eine marginale Rolle spielten und die das Verhältnis zwischen der Serenissima und der jüdischen Gemeinschaft auch in Zukunft kennzeichnen sollte, zeigt sich exemplarisch an der Gründungsgeschichte des Ghettos.
Das Gheto novo befindet sich innerhalb des Sestiere Cannaregio auf dem Gebiet einer verlassenen Gießerei. Die Erlaubnis, sich dort anzusiedeln, galt zunächst nur für die nordeuropäischen und italienischen Juden. Das Ghetto wurde jeden Abend abgeschlossen und die Tore in der Nacht bewacht, die Kosten für die Bewachung hatten die Bewohner zu tragen. Das Verfahren, bestimmte Wohngebiete in der Nacht zu schließen und zu bewachen, war in jener Zeit durchaus üblich. Für die deutschen Kaufleute wurde es im Fondaco dei Tedeschi praktiziert, venezianische Kaufleute ihrerseits wohnten im ägyptischen Alexandria in einem Distrikt, in den sie nachts und an muslimischen Feiertagen eingeschlossen wurden.
Allein die hoch angesehenen jüdischen Ärzte durften bei Bedarf das Ghetto nachts verlassen, wurden aber von Wachen kontrolliert und mussten die Namen der Patienten angeben.

### Das Gheto vecchio

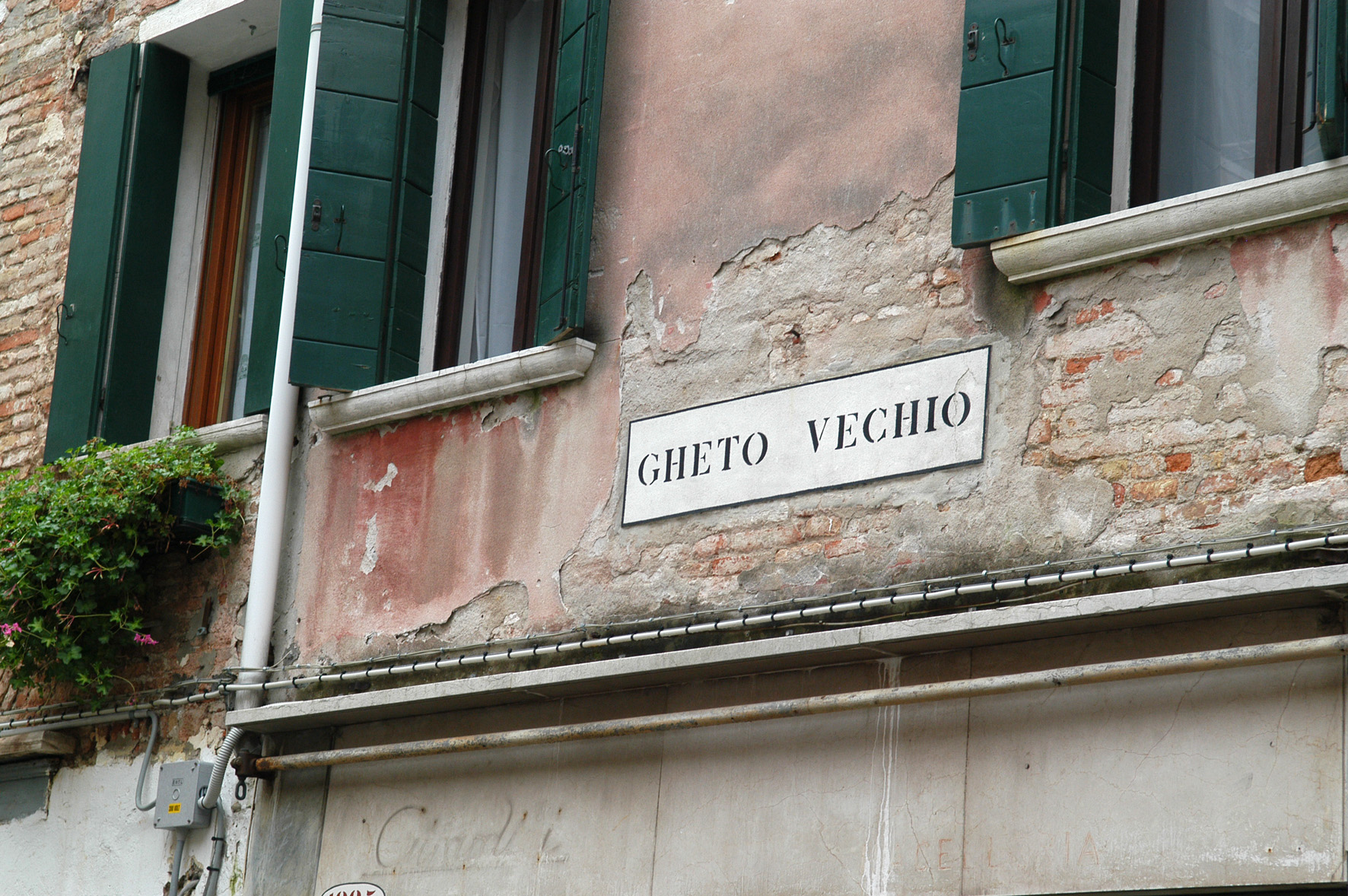
Gheto Vecchio

1474 bestiegen Ferdinand II. von Aragonien und Isabella von Kastilien den spanischen Thron. Es begann eine blutige Judenverfolgung; eine Welle der Intoleranz verbreitete sich über das gesamte spanische Territorium, das damals bis Sardinien und Sizilien reichte. Ab 1496 beteiligte sich auch Portugal, dessen König Manuel I. ein Schwiegersohn Ferdinands und Isabellas war, an den Verfolgungen. Wer sich nicht bereit erklärte, das Land binnen kurzer Zeit zu verlassen, wurde zwangsgetauft. Diese Politik löste eine Wanderungsbewegung im gesamten Mittelmeerraum aus. Die Gruppe der jüdischen Einwanderer, die nach Umwegen über Stationen in Hafenstädten des östlichen Mittelmeers, der Levante, in Venedig ankamen, nannte man in Venedig Levantiner.
Eine weitere Einwanderungswelle wurde durch die Niederlage in der Schlacht von Agnadello von 1508 ausgelöst, bei der Venedig der Liga von Cambrai unterlegen war, und zahlreiche Juden der Terra ferma den Schutz des Stadtgebiets suchten. Auch die Bankiers aus Mestre flohen nach Venedig. Die Spannungen in der Stadt zwischen den Eingesessenen und den Flüchtlingen nahmen zu und das Wohnrecht der Juden wurde im Senat erneut diskutiert.
Pragmatisch nutzte man das wirtschaftliche Potential, das die Zuwanderer mitbrachten und fand eine Lösung. Ein dem Adligen Leonardo Minotti gehörendes angrenzendes Areal wurde zur Erweiterung des Ghettos umgewidmet, indem man dem Eigentümer hohe Mieteinnahmen versprach. 1541 wurde den Juden erlaubt, in diesem Gebiet zu leben. Das neue Ghetto mit dem Namen Gheto vecchio wurde vornehmlich von Levantinern besiedelt. Die Bezeichnung „vecchio“ (italienisch für „alt“) bezieht sich nicht auf die Judenansiedlung, sondern die Gegend hieß schon vorher, als Gießereiviertel, so.
1589 erhielten schließlich auch orientalische Juden so wie die spanischen und portugiesischen Juden und Conversos, abwertend häufig als Marranen bezeichnet, die Erlaubnis, sich im Gheto vecchio anzusiedeln.

### Das Gheto novissimo
1611 wohnten auf einem Gebiet von rund drei Hektar 5.500 Einwohner, während es im Jahr 1552 erst 900 gewesen waren. Die Wohnverhältnisse in den Ghettos waren also außerordentlich beengt, daher baute man die Häuser immer mehr in die Höhe, während die Höhe der einzelnen Stockwerke immer mehr reduziert wurde, so dass man in den Räumen kaum stehen konnte. Nach den Verlusten durch die Pest von 1630 bis 1632 verließen viele Juden die Stadt und siedelten sich in anderen Städten Italiens, beispielsweise in dem liberalen Livorno, an.
1633 entstand schließlich das gheto novissimo, in dem sich großzügige Wohnhäuser und Paläste befanden und in dem vor allem spanische und portugiesische Juden wohnten. In dieser Zeit waren die Juden in Venedig anerkannt und geschätzt, sie konnten in Padua, der venezianischen Universität, studieren. Dort unterlagen sie fast keinen Restriktionen, für sie galten die gleichen Gesetze wie für alle anderen Studenten. Nur die Studiengebühren waren für Juden erheblich höher. Nach dem Examen arbeiteten sie als Wissenschaftler oder Ärzte. In Venedig selbst entfaltete sich eine reiche jüdische Kultur.

### Niedergang des Ghettos
Parallel zum Verfall der Wirtschaftskraft und der politischen Macht Venedigs kam es zu einem Niedergang des Ghettos.
Nach den Verlusten durch die Pest, bei der Venedig ein Drittel seiner Bevölkerung verloren hatte, verließen viele Juden die Stadt, andererseits hielt der Zustrom von Juden an, die unter Verfolgungen in Nord- und Osteuropa zu leiden hatten.
Durch die Pest und die politischen Veränderungen im adriatischen Raum kam es zu gravierenden ökonomischen und sozialen Problemen in der Republik. Die finanzielle Belastung der Università wurde dabei immer drückender. 1641 eskalierten die Spannungen zwischen Venedig und den Türken bei ihrem Kampf um die Vorherrschaft im Mittelmeer erneut, so dass die jüdischen Kaufleute durch den Wegfall von Handelswegen und Handelspartnern schwere finanzielle Verluste hinnehmen mussten. Die Tribute an die Stadt waren kaum noch aufzubringen, und die Armut im Ghetto wurde immer drückender. Zwischen 1681 und 1686 hatte die Università 3.000.000 Dukaten zu zahlen. Der 1699 nach dem Türkenkrieg im Vertrag von Karlowitz geschlossene Friede brachte Venedig keine Vorteile, die Verschuldung wuchs und die Juden hatten bis 1700 weitere 800.000 Dukaten zu zahlen.
Gleichzeitig mit dem politischen Verfall Venedigs vermehrte sich die Zahl seiner Behörden mit ihren nicht definierten und sich überschneidenden Zuständigkeiten, die jeweils eine Flut von Verordnungen erließen und damit das Leben für die Ghettobewohner unerträglich machten. Die Frage der gerechten Verteilung der Steuerlast führte im Ghetto selbst zu Spannungen unter den Nationen.
Wegen der drohenden Zahlungsunfähigkeit der Banken wurde 1739 ein neuer Vertrag zwischen den Beteiligten geschlossen, die unterschiedlichen Abkommen mit den Nationen aufgehoben und in einen für alle drei Nationen geltenden Vertrag umgewandelt. Trotzdem war die Liquidität der Banken nicht gesichert.
Venedig, unfähig zu Reformen, reagierte auf die für die Republik bedrohliche Situation mit weiteren Repressionen gegen die jüdische Gemeinde, die jetzt nicht mehr nur durch wirtschaftliche Motive, sondern auch durch antisemitische Affekte bestimmt wurden.

### Die Öffnung des Ghettos
Mit der Eroberung Venedigs durch Napoleon wurden die diskriminierenden Gesetze aufgehoben, die Tore des Ghettos wurden 1797 verbrannt und die Residenzpflicht aufgehoben. Jedoch erhielten die Juden alle übrigen Rechte wie alle Bürger erst mit der Gleichstellung von 1848.
Bis dahin hatten viele seiner Bewohner im Zuge des wirtschaftlichen Niedergangs die Stadt längst verlassen; das Ghetto war in einem schlechten baulichen Zustand und nur die arme Bevölkerung war zurückgeblieben. Ganze Häuserzeilen wurden abgebrochen, so dass sich das Gesicht des Ghettos erneut veränderte.

### 20. Jahrhundert und das Ghettogebiet heute
Die meisten der während des Faschismus noch im Ghetto lebenden 286 Juden wurden ab 1943 von den deutschen Besatzern Italiens deportiert und größtenteils ermordet. An die Opfer erinnern die am Campo de Gheto Novo 1980 angebrachten Reliefs des litauischen Bildhauers Arbit Blatas. Das Kunstwerk besteht aus sieben Basreliefs, die als Holocaust-Denkmal bekannt sind.
Nach der fast völligen Vernichtung der jüdischen Bevölkerung kehrten Überlebende der Konzentrationslager und andere, denen die Flucht geglückt war, in das Ghetto zurück. Heute gibt es wieder eine kleine jüdische Gemeinde in ganz Venedig von rund 500 Menschen (Stand 2016), von denen nur ein kleiner Teil (etwa 30 Menschen) im Ghetto wohnt. Für die Bewohner gibt es Läden, eine koschere Fleischerei, eine Spezialbäckerei für die Herstellung von Matzen, ein Altersheim und neben den als Museum oder anderen profanen Zwecken dienenden Scole gibt es auch zwei aktive, die Schola Levantina und die Schola Ponentina (Spagnola), welche saisonweise abwechselnd genutzt werden. Daneben existieren drei historische Synagogen (Scola Grande Tedesca, Scola Canton und die Scola Italiana).
Seit 2014 verlegt der Künstler Gunter Demnig Stolpersteine in Venedig, auch im Ghettogebiet.
Das Ghetto steht unter intensivem Polizeischutz. Die Beamten haben eine eigene Wache vor Ort.

Gedenktafeln
Relief zu den Deportationen
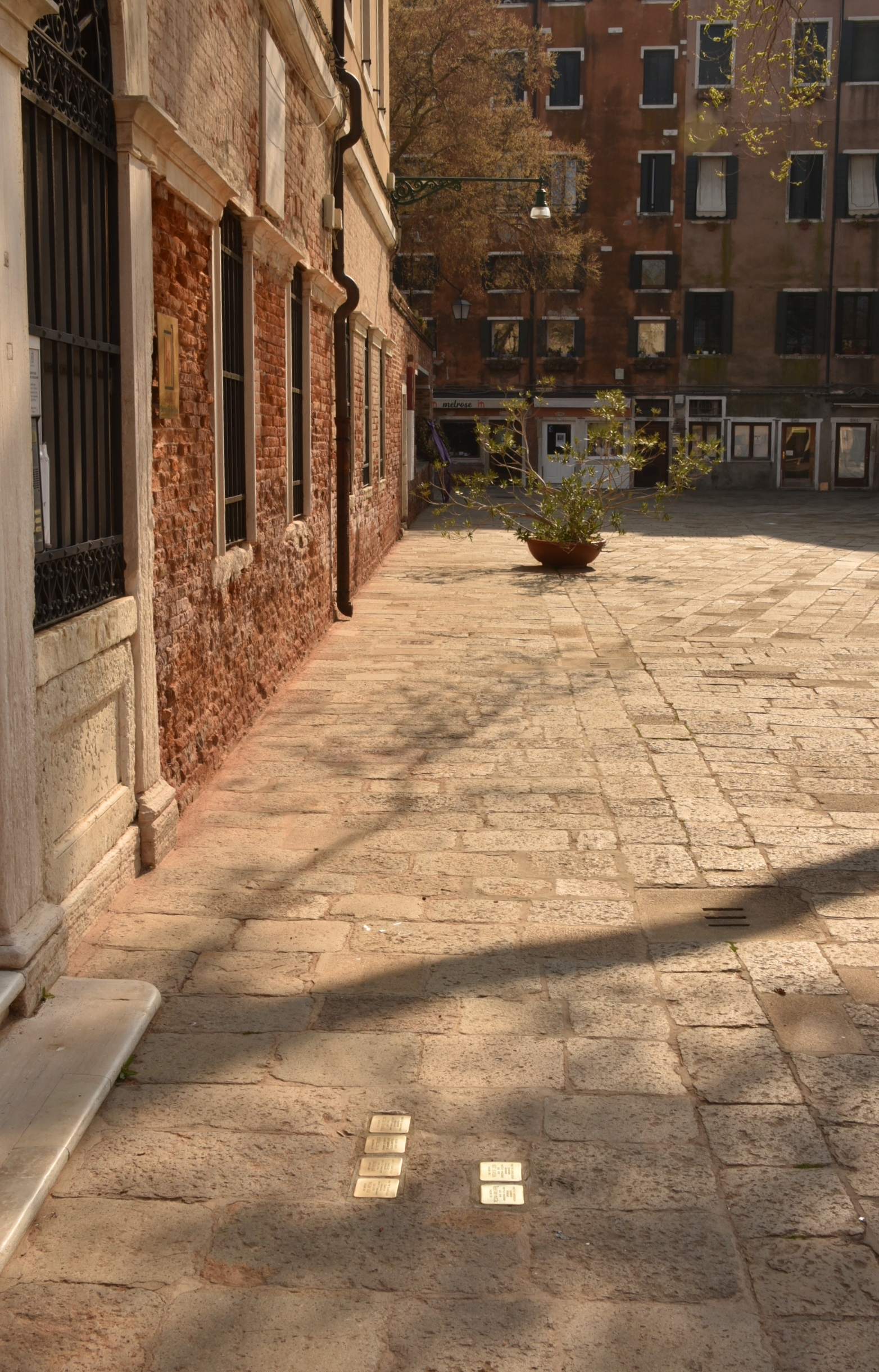
Stolpersteine im Ghettogebiet

## Die Scole

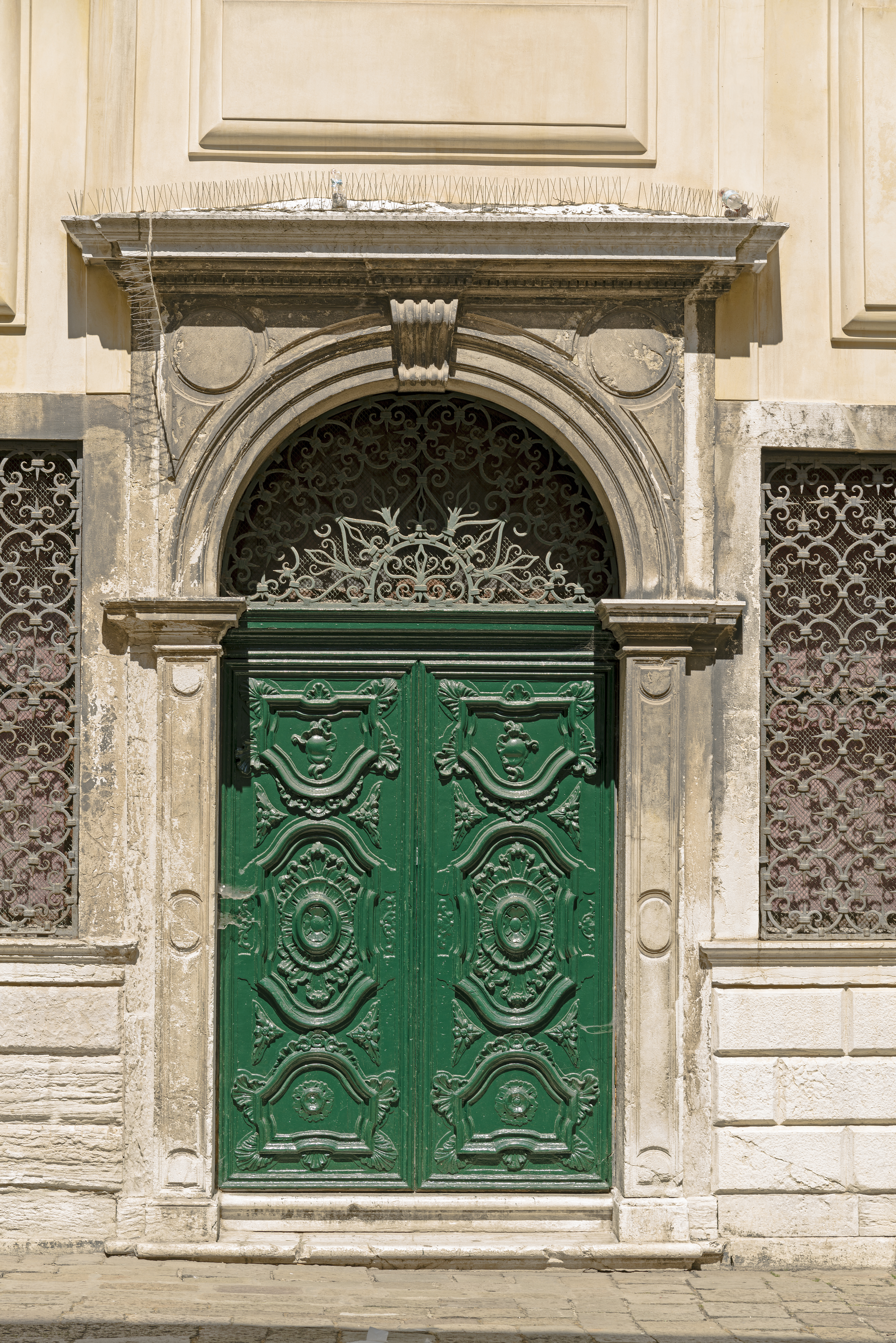
Eingang zur Scola levantina

Während des 16. Jahrhunderts wurden im Ghetto für die „Nationen“ Synagogen, genannt Scole wie im Deutschen die „Schul“, gebaut. Diese Synagogen fallen im Stadtbild kaum auf, da sie wegen des Verbots, Synagogen auf venezianischen Grundstücken zu bauen, entweder in der äußeren Gestalt von Wohnhäusern oder auf deren Dächern errichtet wurden. Als erste Scola im Geto novo entstand die Scola Grande Tedesca 1528/29. Dank ihrer fünf Rundbogenfenster ist sie auch äußerlich zu erkennen. Die Scola Canton von 1531 war eine Synagoge für die Aschkenasen, ihre Bima stammt aus dem 17. Jahrhundert. Von 1571 ist die Scola Italiana, die mit einer kleinen Kuppel bekrönt ist. Im Gheto vecchio befinden sich die Scola Levantina, deren Innenausstattung dem Bildhauer Andrea Brustolon zugeschrieben wird, sowie die Scola Spagnola, die größte der venezianischen Synagogen. Sie stammt aus der zweiten Hälfte des 16. Jahrhunderts und wurde von den Marranen und Juden spanischer und portugiesischer Herkunft besucht. 1635 wurde sie im Stil des Baldassare Longhena vollständig umgebaut. Der Innenraum mit seiner Ausstattung aus vielfarbigem Marmor, vergoldeten Stuckaturen und Holzvertäfelungen und der ovalen Frauenempore mit der hölzernen Balustrade zeigt sich als eine großartige barocke Rauminszenierung.

## Università
Università nannte sich die Gemeinschaft der venezianischen Juden verschiedener Nationen. Sie bestand aus der Natione Tedesca (Aschkenasen) des Gheto novo, der Natione Levantina im Gheto vecchio und der Natione Ponentina im Gheto novissimo, spanische und portugiesische wohlhabende Kaufleute, die sich nach Lepanto 1571 direkt in Venedig angesiedelt hatten, ohne den Umweg über östliche Mittelmeerstädte zu nehmen. Sie unterschieden sich in ihrer Herkunft, ihrer Sprache, ihrer Kleidung, ihrem kulturellen Hintergrund und sogar in ihren religiösen Riten, sie hatten unterschiedliche Abkommen mit der Republik und genossen nicht die gleichen Privilegien. Auch in der Struktur und den in den Ghettos ausgeübten Tätigkeiten unterschieden sich die drei Distrikte: Im Gheto novo, dem Viertel mit der ärmeren Bevölkerung, waren die Pfandleiher ansässig, das Gheto vecchio war ein Händlerviertel, in dem alle Räume im Erdgeschoss kommerziell genutzt wurden. In einem Klima der Toleranz siedelten sich hier jetzt auch kleine Handwerksbetriebe und Werkstätten an. Das Gheto novissimo war ein Wohnviertel. Der Annäherungsprozess zwischen den Nationen erfolgte nur langsam.
Innerhalb der Università genoss die Gemeinschaft einen hohen Grad an Autonomie. Gegen Ende des 17. Jahrhunderts erkannte die Signoria die Parnassim als Verhandlungspartner an. Die Parnassim, die Gemeindevorsteher, wurden von einer repräsentativen Versammlung, dem Kahal gadol gewählt. In der ersten Hälfte des 16. Jahrhunderts gab es zwölf Vorsteher, 1585 wurde ihre Zahl auf sechs reduziert. Beschlüsse dieses Gremiums wurden mit Zweidrittelmehrheit gefasst. In das Gremium konnte man zweimal gewählt werden.
Die Vollversammlung befasste sich mit Fragen der Hygiene, des koscheren Schlachtens sowie mit sozialen Fragen, wie der Unterstützung armer Familien.
Hauptthema war das Problem der Steuer. Die Republik erhob weder Kopf- noch Umsatzsteuer, sondern verlangte jeweils einen festen Betrag, der von dem wechselnden Bedarf und dem Schuldenstand der Serenissima abhing. Sache der Università war es, den Gesamtbetrag aufzubringen und die Lasten auf die Betroffenen zu verteilen. Die für das Verteilen und Eintreiben der Steuer Verantwortlichen wurden mit großer Sorgfalt ausgesucht und vor der Torah vereidigt.
Außer den Abgaben an die Republik wurden mit diesen Steuern allgemeine Dienste finanziert, wie Bezahlung des Kantors, des Synagogenpersonals und der christlichen Ghettowachen. Die interne Gerichtsbarkeit wurde von Rabbinern ausgeübt.

## Jüdisches Museum – Museo Ebraico
Seit 1953 gibt es im Ghetto Nuovo ein jüdisches Museum, das Museo Ebraico di Venezia. Es zeigt insbesondere Gegenstände zu dem jüdischen Festkalender, wertvolle Textilien aus der Synagoge – zum Teil in der Stadt gefertigt –, der Geschichte der Bevölkerungsgruppe, der Zuwanderung (den Nationes), dem Buchhandel in der Stadt und von ihr ausgehend. Dem dient ganz besonders die Sammlung im Bucharchiv „Renato Maestro“. Und es erinnert an die einzelnen Opfer der Deportationen in die deutschen Konzentrationslager. Wer möchte, kann auf besonders geschulte Führungen durch das Haus, die Scholen (Synagogen) und das Viertel zurückgreifen.

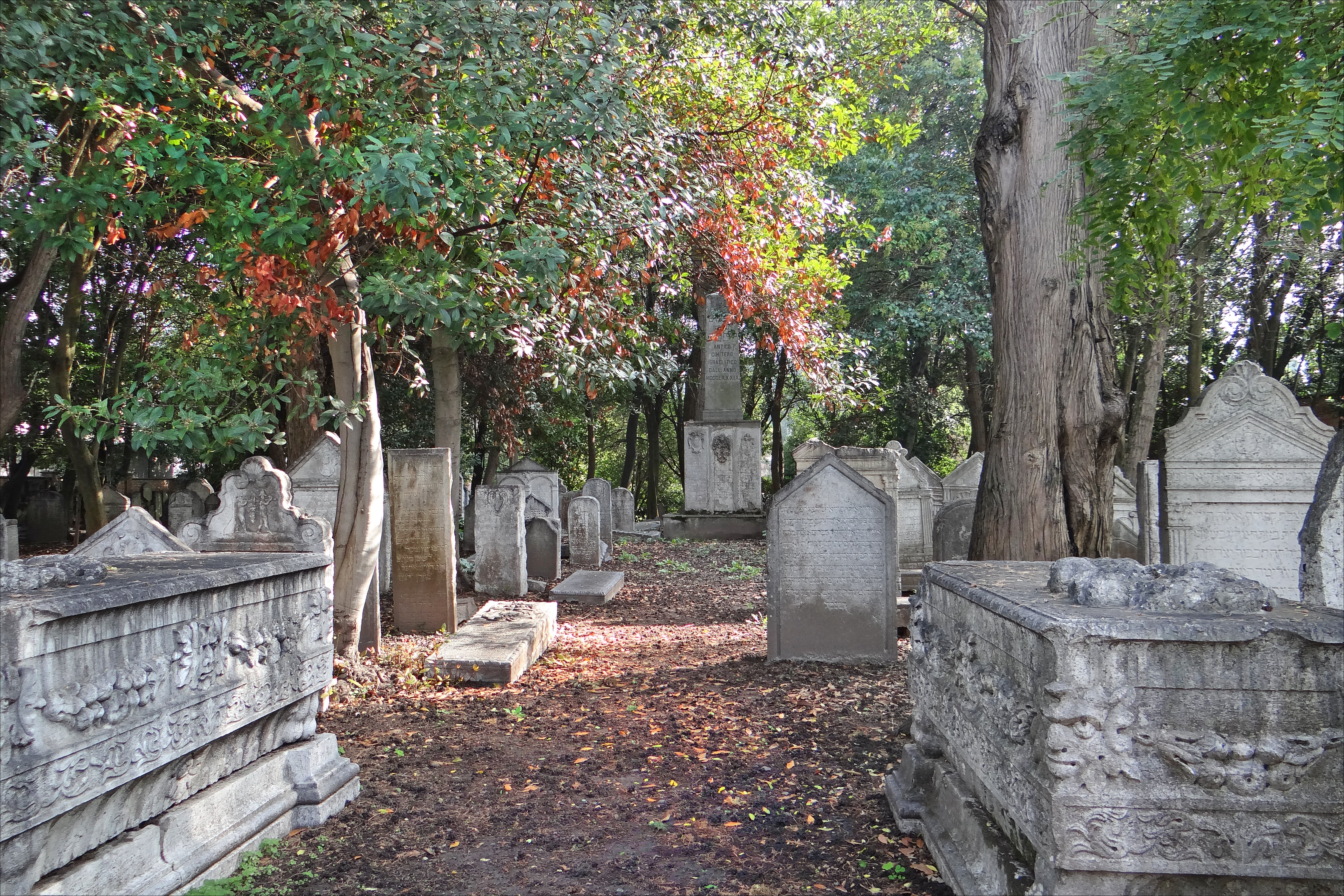
Der alte jüdische Friedhof auf dem Lido

## Friedhof
Der 1999 restaurierte jüdische Friedhof liegt auf dem Lido nahe der Hafenöffnung bei den Grabfeldern von San Nicolò beim Flugplatz. Die ursprünglich getrennte Lage der Gräber nach Gemeinden ist nicht mehr erhalten. Es gibt Grabsteine seit dem 18. Jahrhundert; ein Friedhof existierte hier allerdings bereits früher.

## Film
- Klaus T. Steindl, Regie; Klaus T. Steindl, Yuri Winterkorn: Venedig und das Ghetto. Dokumentation, 2016, 90 Min., NDR, (deutsch u. französisch) (Senderangaben, Vertrieb)